# 가시와바라촌 (시가현)
가시와바라촌(柏原村)은 일본 시가현 사카타군에 설치되었던 촌이다. 현재의 마이바라시의 일부에 해당한다.